# Redding (Connecticut)
Redding es un pueblo ubicado en el condado de Fairfield en el estado estadounidense de Connecticut. En el año 2010 tenía una población de 9.158 habitantes y una densidad poblacional de 110 personas por km².

## Demografía
Según la Oficina del Censo en 2000 los ingresos medios por hogar en la localidad eran de $104,137, y los ingresos medios por familia eran $109,250. Los hombres tenían unos ingresos medios de $77,882 frente a los $52,250 para las mujeres. La renta per cápita para la localidad era de $50,687. Alrededor del 1.8% de la población estaban por debajo del umbral de pobreza.